# Анджело Анкилети
Анджело Анкилети (на италиански: Angelo Anquilletti) е италиански футболист, защитник.

## Кариера
Анкилети започва кариерата си в Серия Д със Солбиатезе през сезон 1961/62. През 1964 г. играе с Аталанта в Серия А, като дебютира на 16 ноември 1964 г. на 21-годишна възраст при победа с 1:0 над Каляри Калчо. Той остава в клуба за два сезона. От 1966 г. до 1977 г. играе за Милан, където постига забележителен успех, формирайки впечатляваща отбранителна линия в своите 11 сезона с клуба. Той е важна част от победата за европейската купа през 1969 г., спечелвайки титлата в Серия А от 1967/68, две КНК (1967/68 и 1972/73), интерконтиненталната купа през 1969 г. и четири Копа Италия - 1966/67, 1971/72, 1972/73, 1976/77. Той отбелязва два гола срещу Левски София в първия кръг на Купата на европейските купи 1967/68. Приключва кариерата си в Монца, прекарвайки още 2 сезона в Серия Б, преди да се пенсионира през 1979 г. на 36-годишна възраст.

## Отличия

### Отборни
Милан
- Серия А: 1967/68
- Копа Италия: 1966/67, 1971/72, 1972/73, 1976/77
- КЕШ: 1968/69
- Междуконтинентална купа: 1969
- КНК: 1967/68, 1972/73

### Международни
Италия
- Европейско първенство по футбол: 1968

### Индивидуални
- Зала на славата на АК Милан